# Großbarkau
Großbarkau est une petite commune allemande du Schleswig-Holstein, située dans l'arrondissement de Plön, à six kilomètres à l'ouest de Preetz. Großbarkau fait partie de l'Amt Preetz-Land (« Preetz-campagne ») qui regroupe 17 communes entourant la ville de Preetz.